# Calundu
Calundu fue una de las Religiones afrobrasileñas que se relaciona fuertemente con tambores rituales y posesión espiritual. Calundu fue practicado más que nada por esclavos y personas libres de ascendencia africana en las comunidades mineras de los siglos XVII y XVIII de Minas Gerais. Sus rituales no eran exclusivos de los afrodescendientes, sino que los blancos también buscaban la sanación a través de Calundu. Se cree que la percusión de Calundu ha sobrevivido en diferentes religiones sincréticas en todo Brasil, como la umbanda y el candomblé, además de influir en sus estilos musicales incorporados a la percusión.